# NGC 737
NGC 737 je trostruka zvijezda u zviježđu Trokutu.

## Vanjske poveznice
- SEDS: NGC 737